# Formation de Los Colorados
La Formation de Los Colorados est une formation géologique de roches sédimentaires située en Argentine dans la province de La Rioja. Des analyses magnétostratigraphiques indiquent que la Formation de Los Colorados s'est déposée entre il y a 227 et 213 millions d'années, durant le Norien (Trias supérieur).
Cette formation est remarquable pour ses fossiles de dinosaures primitifs, notamment le coelophysoidé Zupaysaurus et les sauropodomorphes Coloradisaurus, Lessemsaurus, et Riojasaurus. Des restes de l'aétosaure Neoaetosauroides y ont été découverts.